# UCI Africa Tour 2025
L'UCI Africa Tour 2025 sarà la ventunesima edizione dell'UCI Africa Tour, uno dei cinque circuiti continentali di ciclismo dell'Unione Ciclistica Internazionale, composto da corse che si disputano nel continente africano.

## Calendario

### Gennaio
| Data  | Prova                | Cat. | Vincitore       | Squadra               |
| ----- | -------------------- | ---- | --------------- | --------------------- |
| 22-26 | Tour du Sahel (2025) | 2.2  | Stefan Verhoeff | Universe Cycling Team |

### Febbraio
| Data     | Prova                                 | Cat. | Vincitore       | Squadra                |
| -------- | ------------------------------------- | ---- | --------------- | ---------------------- |
| 8        | Grand Prix Sakiat Sidi Youcef (2025)  | 1.2  | Milkias Maekele | Eritrea                |
| 9-18     | Tour d'Algérie (2025)                 | 2.2  | Hamza Amari     | Madar Pro Cycling Team |
| 20       | Grand Prix Sonatrach (2025)           | 1.2  | Azzedine Lagab  | Madar Pro Cycling Team |
| 22       | Grand Prix de la Ville d'Alger (2025) | 1.2  | Yacine Hamza    | Madar Pro Cycling Team |
| 23-2 mar | Tour du Rwanda (2025)                 | 2.1  | Fabien Doubey   | Team TotalEnergies     |

### Aprile
| Data     | Prova                | Cat. | Vincitore                 | Squadra                   |
| -------- | -------------------- | ---- | ------------------------- | ------------------------- |
| 28-3 mag | Tour du Bénin (2025) | 2.2  | non conosciuta (bandiera) | non conosciuta (bandiera) |

### Maggio
| Data | Prova                        | Cat. | Vincitore                 | Squadra                   |
| ---- | ---------------------------- | ---- | ------------------------- | ------------------------- |
| 4    | Grand Prix de Cotonou (2025) | 1.2  | non conosciuta (bandiera) | non conosciuta (bandiera) |

### Giugno
| Data | Prova                   | Cat. | Vincitore                 | Squadra                   |
| ---- | ----------------------- | ---- | ------------------------- | ------------------------- |
| 4-15 | Tour du Cameroun (2025) | 2.2  | non conosciuta (bandiera) | non conosciuta (bandiera) |

### Luglio
| Data | Prova                       | Cat. | Vincitore                 | Squadra                   |
| ---- | --------------------------- | ---- | ------------------------- | ------------------------- |
| 23   | Classique des Cannes (2025) | 1.2  | non conosciuta (bandiera) | non conosciuta (bandiera) |

### Agosto
| Data  | Prova                         | Cat. | Vincitore                 | Squadra                   |
| ----- | ----------------------------- | ---- | ------------------------- | ------------------------- |
| 12-15 | Tour de Maurice (2025)        | 2.2  | non conosciuta (bandiera) | non conosciuta (bandiera) |
| 17    | Classique of Mauritius (2025) | 1.2  | non conosciuta (bandiera) | non conosciuta (bandiera) |

### Settembre
| Data     | Prova                          | Cat. | Vincitore                 | Squadra                   |
| -------- | ------------------------------ | ---- | ------------------------- | ------------------------- |
| 5-14     | Tour du Maroc (2025)           | 2.2  | non conosciuta (bandiera) | non conosciuta (bandiera) |
| 30-4 ott | Grand Prix Chantal Biya (2025) | 2.2  | non conosciuta (bandiera) | non conosciuta (bandiera) |

### Ottobre
| Data | Prova                      | Cat. | Vincitore                 | Squadra                   |
| ---- | -------------------------- | ---- | ------------------------- | ------------------------- |
| 5    | Grand Prix d'Ongola (2025) | 1.2  | non conosciuta (bandiera) | non conosciuta (bandiera) |

## Classifiche
Dati aggiornati al 1º aprile 2025. Fonte: UCI

### Classifica individuale
La classifica è composta da tutti i corridori del continente che abbiano ottenuto punti nell'UCI World Ranking.
| Pos. | Corridore           | Squadra     | Punti  |
| ---- | ------------------- | ----------- | ------ |
| 1    | Biniam Girmay       | Intermarché | 3282   |
| 2    | Henok Mulubrhan     | Astana      | 769    |
| 3    | Natnael Tesfatsion  | Movistar    | 349    |
| 4    | Merhawi Kudus       | Burgos      | 321    |
| 5    | Yacine Hamza        | Madar       | 315    |
| 6    | Alexandre Mayer     |             | 314    |
| 7    | Azzedine Lagab      | Madar       | 281    |
| 8    | Milkiyas Maekele    | Bike Aid    | 244.33 |
| 9    | Charles Kagimu      | Amani       | 393    |
| 10   | El Houcaine Sabbahi | Agadir      | 225.33 |

### Classifica a squadre
La classifica viene calcolata sommando i punti della classifica individuale dei migliori 8 ciclisti per squadra.
| Pos. | Squadra                | Punti |
| ---- | ---------------------- | ----- |
| 1    | Madar Pro Cycling Team | 79    |
| 2    | Sidi Ali - Unlock Team | 59    |
| 3    | Agadir Vélo Propulsion | 49    |
| 4    | Java-Inovotec Pro Team | 13    |
| 5    | Team Amani             | 3     |

### Classifica per nazioni
La classifica viene calcolata sommando i punti dei migliori 8 ciclisti per nazione.
| Pos. | Nazione    | Punti   |
| ---- | ---------- | ------- |
| 1    | Eritrea    | 5383.33 |
| 2    | Sudafrica  | 1165.57 |
| 3    | Algeria    | 1156    |
| 5    | Marocco    | 917.66  |
| 6    | Mauritius  | 873     |
| 7    | Ruanda     | 698.98  |
| 8    | Capo Verde | 513     |
| 9    | Uganda     | 349     |
| 10   | Etiopia    | 260.99  |